# Powiat de Wrocław
Le powiat de Wrocław (en polonais : powiat Wrocławski) est un powiat appartenant à la voïvodie de Basse-Silésie dans le sud-ouest de la Pologne.

## Division administrative
Le powiat comprend 9 communes :
- Communes urbaines-rurales : Kąty Wrocławskie, Sobótka, Siechnice
- Communes rurales : Czernica, Długołęka, Jordanów Śląski, Kobierzyce, Mietków, Żórawina